# Jucikivți, Hmelnîțkîi
Jucikivți (în ucraineană Жучківці) este localitatea de reședință a comunei Jucikivți din raionul Hmelnîțkîi, regiunea Hmelnîțkîi, Ucraina.

## Demografie
Componența lingvistică a localității Jucikivți
     Ucraineană (96,46%)
     Rusă (2,69%)
     Alte limbi (0,68%)
Conform recensământului din 2001, majoritatea populației localității Jucikivți era vorbitoare de ucraineană (96,46%), existând în minoritate și vorbitori de rusă (2,69%).